# Zlatko Zahovič
Zlatko Zahovič (* 1. února 1971, Maribor, SFR Jugoslávie) je bývalý slovinský fotbalový záložník a reprezentant srbského původu. Mimo Slovinsko působil v Srbsku (za éry Jugoslávie), Portugalsku, Řecku a Španělsku. 
S 35 góly historicky nejlepší kanonýr slovinské reprezentace.

## Reprezentační kariéra
V A-mužstvu Slovinska debutoval 18. listopadu 1992 v Larnace v přátelském zápase proti domácí reprezentaci Kypru (remíza 1:1). Celkem odehrál v letech 1992–2004 ve slovinském národním týmu 80 utkání, v nichž vstřelil 35 gólů.
Zúčastnil se EURA 2000 v Belgii a Nizozemsku a Mistrovství světa 2002 v Japonsku a Koreji. Při obou účastech slovinský tým nevyšel ze základní skupiny, skončil na posledním místě.